# EM i ishockey 1923
EM i ishockey 1923, det 8. europamesterskab i ishockey blev afholdt i Belgien. Turneringen blev gennemført 7. til 11. marts 1923 i Antwerpen. Fem hold deltog og der blev spillet en enkeltserie, hvor alle holdene mødtes en gang.

## Resultat
| Dato      | Kampe                      | Resultat |
| --------- | -------------------------- | -------- |
| 7. marts  | Sverige – Tjekkoslovakiet  | 4 – 2    |
| 7. marts  | Belgien – Frankrig         | 1 – 4    |
| 8. marts  | Frankrig – Tjekkoslovakiet | 2 – 1    |
| 8. marts  | Belgien – Schweiz          | 3 – 2    |
| 9. marts  | Sverige – Frankrig         | 4 – 3    |
| 9. marts  | Sverige – Schweiz          | 6 – 0    |
| 10. marts | Frankrig – Schweiz         | 4 – 2    |
| 10. marts | Belgien – sverige          | 0 – 3    |
| 11. marts | sverige- Schweiz           | 10 – 3   |
| 11. marts | Belgien – Sverige          | 1 – 9    |

### Tabel
| Plads | Hold            | Kampe | Sejre | Uafgj. | Tabte | Mål    | Points |
| ----- | --------------- | ----- | ----- | ------ | ----- | ------ | ------ |
| 1     | Sverige         | 4     | 4     | 0      | 0     | 23 – 6 | 8      |
| 2     | Frankrig        | 4     | 3     | 0      | 1     | 13 – 8 | 6      |
| 3     | Tjekkoslovakiet | 4     | 2     | 0      | 2     | 16 – 9 | 4      |
| 4     | Belgien         | 4     | 1     | 0      | 3     | 5 – 18 | 2      |
| 5     | Schweiz         | 4     | 0     | 0      | 4     | 7 – 23 | 0      |